# توني جوردن
توني جوردن (بالإنجليزية: Tony Jordan)‏ هو سياسي أمريكي، ولد في 1964. حزبياً، نشط في الحزب الجمهوري. وقد انتخب عضو جمعية ولاية نيويورك.

## وصلات خارجية
- الموقع الرسمي